# سامی ماهلیو
سامی ماهلیو (فنلاندی: Sami Mahlio؛ زادهٔ ۱۲ ژانویهٔ ۱۹۷۲) بازیکن فوتبال اهل فنلاند بود.
از باشگاه‌هایی که در آن بازی کرده‌است می‌توان به باشگاه فوتبال هاکا، باشگاه فوتبال میپا و باشگاه فوتبال اود اشاره کرد.
وی همچنین در تیم ملی فوتبال فنلاند بازی کرده‌است.